# Jens Adolf Jerichau (billedhugger)
 Der er flere personer med dette navn, se Jens Adolf Jerichau.
Jens Adolf Jerichau, kendt som J.A. Jerichau (17. april 1816 i Assens – 24. juli 1883 i Neder Dråby ved Jægerspris) var en dansk billedhugger og professor, gift med maleren Elisabeth Jerichau Baumann.
I Assens er i porten til bygningen Jerichausminde opsat en mindeplade over Jens Adolf Jerichau, idet han udnævntes til æresborger i Assens.

## Familiebaggrund
Den jerichauske slægt stammer fra Sachsen. Adolfs farfar indvandrede og giftede sig med en dansk bondepige og forsvandt, da hun havde født ham en søn, Carl Christian, der først blev snedker, senere købmand i Assens, og som udmærkede sig ved kunstfærdighed og fremadstræben. Tidlig blev han enkemand med seks børn og ægtede noget senere sin husholderske, kobbersmededatteren Karen Birch, en storslået, energisk, retskaffen og barnlig kvinde, der fødte ham seks børn, af hvilke Adolf kom til verden 17. april 1816. '
Tidligt mistede han sin far, og moren måtte nu på egen hånd drive forretningen, som hun udvidede, og på grundlag af hvilken hun dannede et ret velhavende hjem, som var hendes børns helligdom, og i hvilket hun samlede byens autoriteter. Jerichau var under hele sin opvækst sygelig, led af krampe og fik først hår på hovedet da han var otte år gammel. Alligevel udviklede han sine kræfter, mest som "navnkundig Slagsbroder" og i sejlads på Lillebælt. Retfærdigheds- og venskabsfølelse, egensindighed og stolthed, vildhed og barnlighed i mærkelig blanding karakteriserede ham – han elskede alle dyr og trådte i skranken for alt værgeløst. Denne blonde dreng var snart poetisk og drømmende, snart åben og lys, han havde stor skønhedssans, var nobel og øm, og hans øgenavn i byen var "Pigernes Jens". I skolen var han doven, og på grund af sygdom forsømte han tit; når han så lå hjemme og var syg, fyldte han væggen ved sengen med alle hånde billeder eller tegnede med fingeren figurer rundt i luften, ligesom han også fra sin tidligste barndom klippede ud i papir.

## Læretid
Da han var bleven konfirmeret, anbragtes han i malerlære i Odense, men følte sig her nedværdiget og forpint, skønt han var mesterens øjesten og blev sat til at udføre "det finere Arbejde"; en skøn dag deserterede han til Assens, hvor han erklærede sin mor, at han ville ind til København og studere på kunstakademiet. Hun, som troede på hans kald, føjede ham i hans ønske og rejste selv med ham over til hovedstaden; her kom han til at tegne privat hos Gustav Friederich Hetsch og gik om aftenen på Akademiets skoler, hvor han hurtig gjorde fremgang og blev anset for at være Akademiets bedste tegner.
Imidlertid meldte han sig i juli 1835 for at deltage som maler i konkurrencen om den lille guldmedalje; men hans skitse blev ikke antagen, og dette havde den virkning på ham, at han bestemte sig til at ville være billedhugger. I sit 20. år blev han elev i Hermann Ernst Freunds atelier, hvor han sluttede sig til to andre elever, Harald Conradsen og H.V. Kaalund. Han modellerede basrelieffer med underlig forvredne figurer, kopierede Michelangelos Christus og skabte hjemme i sin stue en Balder, som i marts 1837 blev forevist Akademiet og sammen år udstillet, hvorpå han bad dette om en anbefaling til rejseunderstøttelse. Dets præses, prins Christian, frarådede ham at drage bort, men gav ham penge til at få Balder støbt.
Nu konkurrerede han med opgaven David og Saul til den lille guldmedalje, men fik den ikke. Han stillede sig i stærk opposition til alt det forældede her hjemme og udtalte det åbent, hvorved han skaffede sig mange fjender blandt de gamle, men tilhængere blandt de unge, der så op til ham. Nu opstod der i ham angst for at tilsætte sin vundne berømmelse, han blev ængstelig og doven, det diabolske kom ikke sjælden op i ham, han var fuld af higen og gæring, han følte, han var ”fortabt for sig selv”, han led af samvittighedskvaler, var meget fattig, gennemgik efter sit eget udsagn ”skrækkelige Lidelser”, blev mere og mere melankolsk og ville søge tilflugt i Amerikas urskove. For øvrigt var han i denne periode stærkt religiøst og nationalt berørt af Grundtvig og meget optagen af at læse udviklende bøger. Da var det, at maleren Thorald Læssøe tog ham under armen og blev ham en betydningsfuld ven for hele livet. Læssøe bragte ham i forbindelse med den kunstdyrkende og kunstelskende frøken Caspara Pretzmann, der straks i hans smukke, blå øjne kunne se, at han var et geni, hvilket bevirkede, at hun gav ham som rejsepenge til Rom halvdelen af, hvad hun havde sammensparet til en sådan tur, nemlig 700 rigsdaler, som Jerichau senere tilbagebetalte hende; prins Christian tilføjede nogle hundrede rigsdaler, og Jerichau fik så lov til at følge med fregatten Rota, som skulle hente Bertel Thorvaldsen hjem. Meget modløs og i stor tvivl om sin evne drog han bort i maj 1838.

## I Rom hos Thorvaldsen
I Rom førte maleren Ditlev Blunck ham straks til Thorvaldsen, der omfavnede og kyssede ham og tilbød ham alt, hvad han og hans atelier kunne yde ham. Svimlende af glæde så Jerichau nu lysere tider i møde, Rom fængslede ham overordentlig og vakte alle kræfter i ham, og skønt mismodet endnu ofte greb ham, havde han nu ikke lyst til andet i verden end at blive en stor kunstner. Daglig arbejdede han nu i Thorvaldsens atelier, og mesteren lod ham modellere figurer, for at han "kunde lære at kende Formerne", og så for resten en gang imellem et motiv af et draperi. Han kopierede Thorvaldsens Mercur, Torserne fra Parthenon og Diskuskasteren. Personlig ledede Thorvaldsen ham kun til i begyndelsen af august 1838, da han rejste til Danmark, og hans elev Galli samt den bajerske billedhugger J.M. Wagner trådte da sammen med Akademiet nogenlunde i hans sted.
"De noble Antiker" "hørte han daglig gode Raad af", og det var hans opgave "beskedent at fremstille dem så sande og manerløse, som de selv ere". Antikken lærer ham at skelne mellem løgn og sandhed, og han indser, den er det bedste af al kunst. Ikke et øjeblik tvivler han nu om sit kunstnerkald og har ingen anden passion end at være flittig. Der foregår stor udvikling i ham, hans melankoli må mere og mere vige for selvfølelse og sundhed, og efter hans egne ord overvindes hans følelsesfulde, fantasirige sjæl og brændende hjerte af forstanden.
Som aldrig før fyldes hans sind med tilfredshed, samtidig med at han føler trang til at skabe i stedet for at kopiere; han ønsker at få overblik over helheden i stedet for at tabe sig i det enkelte, og i den hensigt kaster han sig over studiet af historien og undersøgelse af de forskellige kunstskoler. Simpelhed og grandiositet blev hans mål.
Opposition til "de gamle Vrøvlepotter"
Mere og mere erklærer han sig som modstander af det høyenske parti og "Akademiets Avtoriteter" i København, "de gamle Vrøvlepotter", "de usle Karle, der kun due til at nedtrykke enhver kraftig Spire, medens de med stor Besværlighed producere sig selv og vise det til de elendige, som ville krybe for dem". Han vil være fri for danske, franske, düsseldorfske og münchnerske fordomme, han vil "helt op paa Toppen af Klippen og drikke af det Kar, hvoraf Phidias og Rafael have drukket".
Værker fra denne periode
Af hans arbejder fra denne tid kan nævnes En staaende Jæger, En Satyr, som kryster Druer, forskellige store, meget udførte Tegninger og endelig et seks alen langt basrelief, hvor den døde Patrocles bliver bragt til Achilles; han håber, at når dette kommer til København, skal det skaffe ham stipendium, og det lykkes ham også i foråret 1840 at få 300 rigsdaler fra Akademiet, men aldrig mere. Han modellerede nu en Adonis, som han senere slog i Stykker, og endelig i 1842 efter bestilling af Caroline Amalie frisen Alexanders Bryllup med Roxane, af hvilken nogle brudstykker blev udstillede i 1844 i Rom, i 1845 på Charlottenborg og begge steder vandt stærkt bifald på grund af det alvorlige og grundige studium af antikken og selvsyn på naturen, som de røbede.
I 1843 modellerede han en statue, Penelope; men hans hovedarbejde i disse år og det, hvori hans geni brød mægtigst frem, var Hercules og Hebe, det mest storladne resultat af hans antikstudium og det, der gjorde hans navn til det største af samtidens kunstneres i Rom. Misundelsen ville gøre gældende, at der her kun forelå en duelig restauration af den berømte torso fra Belvedere. Jerichau svarede herpå ved side om side med en afstøbning af denne antik at opstille sit eget værk, og derved godtgjorde han dettes fuldkomne selvstændighed.
Hans nye arbejde skaffede ham i 1847 udstillingsmedaljen i København, den første gang, denne blev tilkendt en billedhugger. – I slutningen af 1845 og begyndelsen af 1846 skabte han Panterjægeren, i hvilken gruppe han godtgjorde, at han fuldt ud mægtede at forbinde naturalisme med idealitet og det yderste momentane i kunsten med klassisk ro. Han havde her frigjort sig fra antikken og fra alt konventionelt og gik lige løs på selve naturen; han viste en fuldendt forståelse af det menneskelige legeme, og indtil de mindste detaljer udtalte sig hans eminente formsans. Med Panterjægeren fik Jerichau sit gennembrud og denne succes var indirekte årsag til ægteskabet med Elisabeth Baumann.
Den indvending, man gjorde over for dette mesterværk, var, at det uafgørende i det valgte rædselsfulde øjeblik fremkaldte et pinligt indtryk. Niels Laurits Høyen siger, at dette arbejde måske er det ypperste af dem, der forvandle nutiden til den antikke tid, han kalder det "en Afstøbning over Naturen" og fremhæver den ypperlige karakteristik, den store sandhed og det alvorlige studium, der her gør sig gældende. Gruppen blev straks bestilt af fyrst Galotzin i Sankt Petersborg. Efter dette værk var Jerichau dagens helt i Rom; men selv trak han sig overanstrengt og melankolsk tilbage.
Giftermål
I 1839 skriver Jerichau: "Det er hos mig noget nyt, at næsten alle smukke Piger gjøre Indtryk paa mig." På det erotiske område led han flere skuffelser og gennemgik lidelser, som formørkede hans sind. Det var det interessante og geniale ved den 26-årige Elisabeth Baumann, der bandt ham til hende, og vel også det, at han følte, hvorledes hun helt og holdent var begejstret forelsket i ham. 19. februar 1846 blev de efter to måneders forlovelse viede i det preussiske gesandtskabs kapel på Kapitol. H.N. Clausen var hans forlover, Th. Læssøe hendes. Brudgommens mørke sindsstemning kastede skygger over brudens lykke.
Efter at have gjort et gribende udkast til et gravmonument for Goethes sønnedatter rejste Jerichau ifølge lægernes råd i forsommeren 1846 med sin unge hustru hjem til sin moder. Han forfriskedes i samliv med sine kære og ved at færdes på Lillebælt og i dets sunde omgivelser. I hans gamle hjem malede hans hustru det storslåede portræt af ham, som findes i det kongelige billedgalleri. I København opsøgte Jerichau sin ungdomskammerat Harald Conradsen, og der udviklede sig nu mellem disse to et for dem begge meget betydningsfuldt venskabsforhold, i det Conradsen snart blev Jerichaus selvfornægtende, dybt forstående og virksomme medarbejder på kunstens område.
Tilbage i Rom med ungdomskammeraten Harald Conradsen
Om efteråret mødtes de to i Florents og fulgtes ad til Rom. Jerichau udførte nu en Fredens Engel som monument til Frederik 7.’s mors grav og derefter Adam og Eva efter Syndefaldet, som Conradsen var med at modellere på; denne gruppe bevirkede, at Jerichau 1849 enstemmig blev optagen som medlem af Kunstakademiet i København. Endvidere skabte han under store kampe og udførte ved Conradsens hjælp en Christusfigur, der nu blandt andet St. (måske: stadig) findes i Ny Carlsberg Glyptotek og Herlufsholms Kirke.
I København valgtes han til professor ved Kunstakademiet
Så kom året 1848 med de store europæiske brydninger, der hindrede Jerichau i hans virksomhed. I maj 1849 rejste han til Danmark, hvor hans hustru alt i nogen tid havde opholdt sig, og 26. november samme år valgtes han til professor ved Kunstakademiet i København, hvilken stilling han alt i 1845 havde ansøgt om, skønt han dengang ikke var medlem af Akademiet.
I Danmark følte han sig ensom og blev bitter. Han lukkede sig inde i sit atelier og arbejdede der med Conradsen; han skabte en Flora og konkurrerede derefter med Herman Wilhelm Bissen om et sejrsmonument til Fredericia; Jerichau udførte en Thor, men Bissen vandt med sin smukke danske landsoldat. Oberst Læssøe havde været Jerichaus ven; hans død gjorde et dybt indtryk på kunstneren og affødte dennes Dødens og Opstandelsens Engle. I 1850 bestilte universitetet hos ham David (1852-58) til at opstilles i bronze uden for Frue Kirke.
Værker 1850-57
Iblandt hans arbejder fra 1850-57 bør nævnes Penelope i marmor (1850), En Slavinde i Lænker (1852), Slaven (1854), En sovende Høstpige (1854), Christus paa Korset (1854), Troens Engel (1855), Eckersbergs Gravmæle til Garnisonskirkens ydermur (1855), Pigen med Killingerne (1856) og J.P. Mynsters gravmæle til Frue Kirkes sidegang (1856).
Værker efter 1857
På grundlag af den anerkendelse, han ved disse og sine tidligere arbejder havde vundet, valgtes han – vistnok som demonstration mod høyenianerne – til Akademiets direktør (oktober 1857 – oktober 1863). I 1858 udførte han sin skitse til Ørstedsmonumentet, i 1860 Drengen med Hunden og Pigen med Duerne, i 1862 De badende Piger, i 1863 Adam og Eva før Syndefaldet, i 1865 En sovende Kvinde med en Amorin, fra 1858-71 Ørsteds Monument og i 1876-77 homeriske basrelieffer. Af værker, hvis fremstillingsår er usikre, bør nævnes basrelieffet Amor, der spiller paa Fløjte for en Hyrde, omgiven af sine Geder, En ung Pige, hvem Amor hvisker i Øret, basrelieffet Leda og Svanen og marmorgruppen En lille Pige med en død Fugl.
Han har udført en hel del buster, således af H.N. Clausen, Oberst J.S. Fibiger, M. Goldschmidt, H.C. Andersen, J.C. Thomsen, Frederik 7., Christian 8., M.A. Castrén, Tscherning, A.G. Moltke-Hvitfeldt, Christian IX, Prinsesse Alexandra, V.H.F.A. Læssøe og J.B.S. Estrup; men på dette område stod han langt tilbage for Bissen.
Tilbagetrukket tilværelse i de sidste år
I sine senere år frembragte Jerichau ikke meget; talrige skønne ideer skitserede han i ler eller tegninger, men havde mistet lysten og modet til at ofre tid på deres udførelse. Han trak sig mere og mere tilbage fra verden, købte en bondegård i Nedre Draaby ved Jægerspris og befandt sig bedst ved i ensomhed der ude at grave, studere dyrene og afbilde dem, altid med udmærket karakteristik; i sine sidste år begyndte han atter så småt at dyrke malerkunsten. I en lang årrække havde han sit atelier i Rom på Piazza del Popolo og søgte undertiden der ned; det hørte til de fremhævede seværdigheder i den evige stad. De ydre udmærkelser, der blev ham til del, satte han ingen synderlig pris på.
Æresbevisninger
I 1852 fik han på London-udstillingen guldmedalje for Panterjægeren, i 1873 ligeledes i Wien for De badende Piger, i 1854 blev han æresmedlem af Stockholms kongelige Akademi for de frie kunster og i 1866 medlem af L’institut de France, Académie des beaux-arts, correspondant dans la section de sculpture. Ved det københavnske Universitets firehundredårsfest i 1879 blev han æresdoktor i filosofien, han var æresmedlem af Kunstforeningen i Aalborg, og på halvtredsindstyveårsdagen efter hans indskrivning som elev på Kunstakademiet gjorde hans fødeby Assens ham til sin æresborger (1881). Han havde svenske og tyske ordener, nåede i Danmark op til at blive Kommandør af Dannebrog (1876) og at få 2000 Kr. årlig i æresgage, han var medlem af "den Anckerske Komité" osv. I 1867 fik Jerichau efterretning om, at hans Badende Piger, som i marmor var sendt til udstillingen i Paris, var ankommet der til i stumper og stykker; dette gav ham et stærkt nerveslag, som havde udseende af apopleksi, og han var længe efter svag. I årenes løb følte han mavesvækkelse, som, efter at han i få dage havde ligget til sengs på sin bondegård, tog livet af ham der 24. juli 1883. I kristelig fortrøstning så han med stor glæde og uden angst døden i møde, i det han hilste den som en befrielse til det evig gode.
Han er begravet på Solbjerg Parkkirkegård.

## Vurdering
Som kunstner var Jerichau sund realist. Til det sidste holdt han fast ved antikken som det rette grundlag for studiet af skulpturen; han sagde, det var Thorvaldsen, som havde lært ham at forstå den. Antikken fødte i ham Hercules og Hebe, der var overgangsleddet til, at han gik imod det konventionelle og fremstillede den rene og hele, sunde og skønne natur, som han senere altid fulgte, så han aldrig mere kunde arbejde uden med modellen for øje. Efter antikkens anvisning optog han det moderate, det tilbageholdne, fornemheden, men også det djærve, mandige og simple, den store ynde og usminkede renhed.
Der var noget sandt i, at hans værker røbede et vist slægtskab med Michelangelo, dog altid uden dennes maner. Han kunne ikke kaldes elev af Thorvaldsen. For denne mester med den uendelig mere skabende magt var det hovedsagen at virke gennem linjerne, benytte rummet og frembringe bevægelse deri; når han blot havde fået udtalt sine ideer, brød han sig i almindelighed ikke om at udarbejde enkelthederne stærkt. Harmonien var ham medfødt, og alt i hans kunst bar vidnesbyrd herom. For Jerichau var det en passion til det yderste at gennemføre det fuldendte, det naturlige og levende, helheden og renheden i formen. Med sin udprægede sans for og klare forståelse af eksteriøret frembragte han igennem udførelsen af de mindste detaljer med naturens spil og liv den alvorlige, sandfærdige enhed.
Helst fremstillede han det oprindelige: det ganske unge med den slanke, spæde, kyske form. Yderpunkterne af hans kunst er Panterjægeren i bronze og De badende Piger i marmor, den højeste kraft og den fineste ynde. Det menneskelige i alle dets afskygninger, fra barnets leg og sorg til den fuldt udvikledes dyst og sejr, fra de mindste hverdagsbegivenheder til de stærkeste kampe, fremstillede han, ofte med det erotiske, også tit med moderkærligheden, som hjerteslaget i værket. Talrige lerskitser og ypperlige håndtegninger giver tillige med hans udførte værker rige bidrag til opfattelsen af det psykologiske i denne originale, interessante, ideelt anlagte kunstnerpersonlighed, der aldrig vandt stor popularitet i Danmark, mest vel fordi hans frembringelser ikke havde hverken det moderne eller det iøjnefaldende nationale danske præg; det første vil sikkert bevirke, at deres store værd vil holde sig, det sidste har været et moment i det faktum, at de have vundet meget stor anerkendelse rundt i udlandet.

## Reference
1. ↑  "Jens Adolf Jerichau (billedhugger)". Gravsted.dk. Hentet 14. februar 2025.
2. ↑  "Statens Museum for Kunst: Jens Adolf Jerichau: Panterjægeren". Arkiveret fra originalen 8. februar 2018. Hentet 15. februar 2013.
3. ↑  Max Bendixen, Verdensdamen, Elisabeth Jerichau-Baumann, ISBN 9788770810319, side 25